# مغزه‌گیری
مَغزه‌گیری (انگلیسی: Core sampling) روشی در زمین‌شناسی، مهندسی ژئوتکنیک، اکتشاف نفت، علوم قطبی و باستان‌شناسی است که برای به‌دست آوردن نمونه‌ای استوانه‌ای‌شکل از زیرسطح زمین، سنگ، یخ، بتن یا سایر مواد جامد استفاده می‌شود. این نمونه‌ها، که به آن‌ها «مغزه» (core) گفته می‌شود، اطلاعات ارزشمندی دربارهٔ ترکیب، ساختار، و تاریخچهٔ زمین‌شناسی یا ساختاری محیط مورد نظر ارائه می‌دهند.

## روش‌های مغزه‌گیری
در مغزه‌گیری، ابزاری لوله‌ای‌شکل به‌نام «مغزه‌گیر» (core drill) به درون ماده نفوذ کرده و مغزه‌ای استوانه‌ای را جدا می‌کند. این مغزه‌ها معمولاً بدون تخریب یا شکستگی از درون ماده بیرون کشیده می‌شوند تا بتوان آن‌ها را به‌صورت دقیق تجزیه‌وتحلیل کرد. چند روش متداول مغزه‌گیری عبارت‌اند از:
۱. مغزه‌گیری با مته دوار (Rotary Coring)
در این روش، یک مته دوار توخالی با لبه‌های برنده، معمولاً با استفاده از آب یا سیال حفاری برای خنک‌سازی و خروج خرده‌سنگ‌ها، به درون زمین نفوذ می‌کند. این روش در اکتشافات نفت و گاز و نیز در زمین‌شناسی بسیار رایج است. مغزه به‌صورت استوانه‌ای درون مغزه‌گیر باقی می‌ماند و سپس بیرون کشیده می‌شود.
۲. مغزه‌گیری با لوله‌های ضربه‌ای (Percussion Coring)
در این روش، لوله‌ای فولادی به‌صورت ضربه‌ای به درون ماده نفوذ داده می‌شود. این روش برای مواد نرم‌تر مانند رس، ماسه یا یخ به‌کار می‌رود.
۳. مغزه‌گیری یخی
در مناطق قطبی، مغزه‌گیری از لایه‌های یخی به‌منظور بررسی تاریخ اقلیمی زمین انجام می‌شود. این مغزه‌ها اطلاعاتی دربارهٔ ترکیب جو، دما و آلودگی‌های گذشته فراهم می‌کنند.
۴. مغزه‌گیری از بتن یا سازه‌ها
در مهندسی سازه یا مرمت بناها، مغزه‌گیری از بتن به‌منظور ارزیابی استحکام، میزان نفوذپذیری یا ساختار داخلی سازه انجام می‌شود.

## کاربردها
- در اکتشاف نفت و گاز، مغزه‌گیری برای ارزیابی تخلخل، تراوایی و ویژگی‌های سنگ مخزن استفاده می‌شود.
- در زمین‌شناسی، برای تعیین لایه‌های زمین و تاریخچهٔ آن‌ها.
- در علوم یخی، برای بازسازی اقلیم‌های گذشته.
- در باستان‌شناسی، برای بررسی رسوبات و ساختارهای مدفون.
- در مهندسی عمران، برای ارزیابی کیفیت و دوام سازه‌ها.

مغزه‌گیری، به‌دلیل ارائهٔ نمونه‌ای فیزیکی از درون زمین یا سازه، ابزاری کلیدی در تحلیل‌های علمی و مهندسی به‌شمار می‌رود.